# Club Universidad de Chile (futsal)
Club Universidad de Chile – chilijski klub futsalowy z siedzibą w mieście Santiago, obecnie występuje w najwyższej klasie rozgrywkowej Chile. Jest sekcją futsalu klubu sportowego Club Universidad de Chile.

## Sukcesy
- Mistrzostwo Chile (2): Apertura 2017, Apertura 2018
- Copa de Campeones (1): 2018